# 孙强南
孙强南（1931年—），男，祖籍浙江宁波，生于上海，中国计算机技术专家，教授级高级工程师，曾任中国电子学会常务理事。